# Antonio López de Santa Anna
Antonio de Padua María Severino López de Santa Anna y Pérez de Lebrón (21 de febrer de 1794 – 21 de juny de 1876), conegut simplement com a Santa Anna, fou un líder polític mexicà que influencià el governs i les polítiques mexicana i espanyola durant la seva turbulenta carrera de quaranta anys. Fou president de Mèxic en onze ocasions no consecutives en un període de vint-i-dos anys.

## Primers anys
Santa Anna nasqué a Xalapa-Enríquez, Veracruz el 21 de febrer de 1794. Era el fill d'una família colonial espanyola reconeguda, de la classe criolla mitjana. El seu pare fou subdelegat de la província de Veracruz de l'Exèrcit Reial. El juny de 1810, Santa Anna fou enviat a la infanteria del regiment de Veracruz per combatre els independentistes insurgents. Com la majoria dels oficials criolls d'aleshores, Santa Anna era lleial a Espanya, i per molts anys combaté els insurgents. Tenia només 16 anys quan es convertí en cadet militar. Per les seves accions militars a Texas fou promogut ràpidament a primer lloctinent el 1812. Santa Anna fou testimoni de la brutal política del seu cap, Joaquín de Arredondo, d'executar en massa els rebels.
Fou promogut al càrrec de capità el 1816. Les seves funcions consistien a suprimir les rebel·lions dels amerindis i restaurar l'ordre. La Nova Espanya que s'estenia des de l'Oregon al Panamà, era un territori massa gran per ser controlat per la corona espanyola. Quan les reformes liberals de la constitució de Cadis foren acceptades a Espanya, i l'Exèrcit Reialista pactà amb els insurgents la independència de Mèxic, i Santa Anna declarà la seva lleialtat al "Llibertador" i futur emperador de Mèxic, Agustín de Iturbide. Combaté les forces espanyoles al port de Veracruz i rebé el rang de general. El desembre de 1822, Santa Anna s'uní a la "causa republicana" i el març de 1823, Iturbide abdicà. Santa Anna fou un dels caps militars que donaren suport al Pla de Casa Mata per destituir Iturbide i declarar la república.
El 1829 Espanya provà de recuperar Mèxic i envià a Tampico una força invasora de 2.600 soldats. Santa Anna marxà contra l'expedició amb un exèrcit més petit, però derrota els espanyols. La derrota de l'exèrcit espanyol augmentà la popularitat de Santa Anna i consolidà alhora la independència de Mèxic. Santa Anna fou declarat heroi, i a partir de llavors, es presentava com l'"Heroi de Tampico" i "Salvador de la Pàtria".

## Política de govern
Santa Anna s'aliava amb la classe alta i privilegiada, sempre que es trobés al costat guanyador, per la qual cosa sempre canviava la seva lleialtat. Santa Anna deia haver-se "retirat, llevat que el meu país em necessiti". Santa Anna participà en el cop d'Estat d'Anastasio Bustamante. El 1833 fou elegit president de Mèxic; Valentín Gómez Farías era el vicepresident. Santa Anna sovint es retirava a la seva finca de Veracruz, i Gómez Farías assumia el càrrec de president en diverses ocasions aquell mateix any. Gómez Farías emprengué una sèrie de reformes liberals i anticlericals, les quals provocaren la reacció dels conservadors, l'exèrcit, els terratinents i l'Església Catòlica. Santa Anna destituí Gómez Farías, reprengué el poder, i anul·là les reformes liberals, aliant-se amb els conservadors.
Santa Anna, posteriorment, abolí la Constitució de 1824, dissolgué el Congrés, i provà de crear un govern central. Rebé el suport dels conservadors, però altres sectors s'oposaren violentament. Reemplaçà la constitució amb un document conegut com les Set Lleis, que transformaven Mèxic en un Estat unitari i centralista, convertint els estats de la federació en departaments. Diversos estats es rebel·laren: Coahuila i Texas, San Luis Potosí, Querétaro, Durango, Michoacán, Yucatán, Jalisco, Nuevo León, Tamaulipas i Zacatecas. Texas i Yucatán declaraven la seva independència, si el federalisme no era restaurat. Nuevo León, Tamaulipas i Coahuila provaren de formar la República del Río Grande. Només Texas aconseguí independitzar-se; els residents, la majoria dels quals eren immigrants anglòfons, havien rebut el suport d'altres nord-americans que s'hi traslladaren. Santa Anna fou forçat a acceptar la independència de la nova República de Texas després de la seva captura a la batalla de San Jacinto. Tanmateix, Santa Anna assolí vèncer les rebel·lions dels altres estats.
En retornar a Mèxic, Santa Anna fou destituït com a president, i s'exilià als Estats Units. Retornà el 1837 a la seva finca de Veracruz. El 1838, Santa Anna descobrí la manera de redimir-se de la pèrdua de Texas, quan les forces franceses atacaren Veracruz, en la Guerra dels Pastissos, un breu conflicte entre Mèxic i França. El govern mexicà donà a Santa Anna el control de l'exèrcit amb l'ordre de defendre la nació. En la lluita, Santa Anna perdé una cama, la qual, per les seves ordres, fou enterrada amb "plens honors militars". Malgrat que Mèxic acceptà les demandes del govern francès, Santa Anna retornà a la política mexicana com a heroi.
Poc després, Santa Anna assumí la presidència, ja que el govern d'Anastasio Bustamante s'havia tornat caòtic. Aleshores el país es trobava en bancarrota. La guerra amb França havia debilitat Mèxic; a més a més, un exèrcit rebel encapçalat pels generals José Urrea i José Antonio Mexía marxava cap a la capital, contra Santa Anna. Santa Anna vencé els rebels a Puebla. El seu govern es tornà més dictatorial aleshores que no pas durant la seva primera gestió. Restringí la llibertat de premsa i els dissidents foren encarcerats. El 1842, envià una expedició militar a Texas que no reeixí.
Les seves demandes per més impostos causaren més disconformitat; Yucatán es decalarà independent, in formà la República de Yucatán. Santa Anna renuncià a la presidència. Tot i que fou capturat pels seus opositors, Santa Anna s'exilià a Cuba.

## Guerra amb els Estats Units i l'exili final
El 1846, els Estats Units declararen la guerra a Mèxic. Santa Anna escrigué una missiva al govern de Mèxic, declarant que no tenia cap aspiració a la presidència, però que posaria la seva experiència militar a la lluita contra la invasió estrangera, com ho havia fet en el passat. El president Valentín Gómez Farías, desesperat davant la situació, acceptà l'oferiment i permeté el retorn de Santa Anna. Fou designat president durant la guerra. Amb la derrota de Mèxic, fou forçat a signar el Tractat de Guadalupe-Hidalgo en què Mèxic "cedia" la meitat del seu territori als Estats Units (els territoris de l'Alta Califòrnia i Santa Fe de Nou Mèxic), i renunciava a les àrees disputades amb Texas.
El 1851, Santa Anna s'exilià a Kingston, Jamaica, i dos anys després se n'anà a Turbaco, Colòmbia. El 1853, els conservadors mexicans prengueren el poder i el convidaren a assumir la presidència. Aquest últim mandat no es diferencià gaire dels altres. Vengué una porció de territori de l'estat de Sonora als Estats Units, i es declarà dictador vitalici amb el títol d'"Altesa Sereníssima".
El 1855, fins i tot els conservadors s'oposaven a Santa Anna. Aquell any, un grup de liberals encapçalats per Benito Juárez i Ignacio Comonfort, dirigiren una revolució que el destituí del poder, i Santa Anna s'exilià de bell nou a Cuba. En conèixer-se el grau de corrupció durant el seu govern, fou jutjat per traïció en absència, i totes les seves propietats foren confiscades. Continuà vivint a l'exili, a Cuba, els Estats Units, Colòmbia i l'illa Santo Tomás. Durant la seva estada a la ciutat de Nova York, hom creu que fou ell qui portà el xicle, la base del xiclet, als Estats Units, però no se n'aprofità. Thomas Adamas realitzà diversos experiments amb el xicle i creà la indústria Chiclets.
El 1874, Mèxic declarà amnistia general, i Santa Anna retornà a Mèxic. Gairebé cec, fou ignorat pel govern mexicà quan se celebrà l'aniversari de la batalla de Churubusco on ell havia participat. Santa Anna morí a la ciutat de Mèxic dos anys després, el 21 de juny de 1876.